# 古阳镇 (古丈县)
古阳镇，是中华人民共和国湖南省湘西土家族苗族自治州古丈县下辖的一个乡镇级行政单位。

## 行政区划
古阳镇下辖以下地区：
古丈坪社区、红星社区、广场社区、车站社区、树栖柯村、思源桥村、柑子坪村、南山村、高坳村、长潭村、太平村、天桥山村和田马村。